# Vitkovac (Kraljevo)
Pour les articles homonymes, voir Vitkovac.
Vitkovac (en serbe cyrillique : Витковац) est un village de Serbie situé sur le territoire de la ville de Kraljevo, district de Raška. Au recensement de 2011, il comptait 710 habitants.

## Démographie

### Évolution historique de la population
| 1948  | 1953  | 1961  | 1971  | 1981  | 1991  | 2002 | 2011 |
| ----- | ----- | ----- | ----- | ----- | ----- | ---- | ---- |
| 1 156 | 1 212 | 1 201 | 1 165 | 1 132 | 1 008 | 831  | 710  |

|  |